# Поминальний храм Аменхотепа III

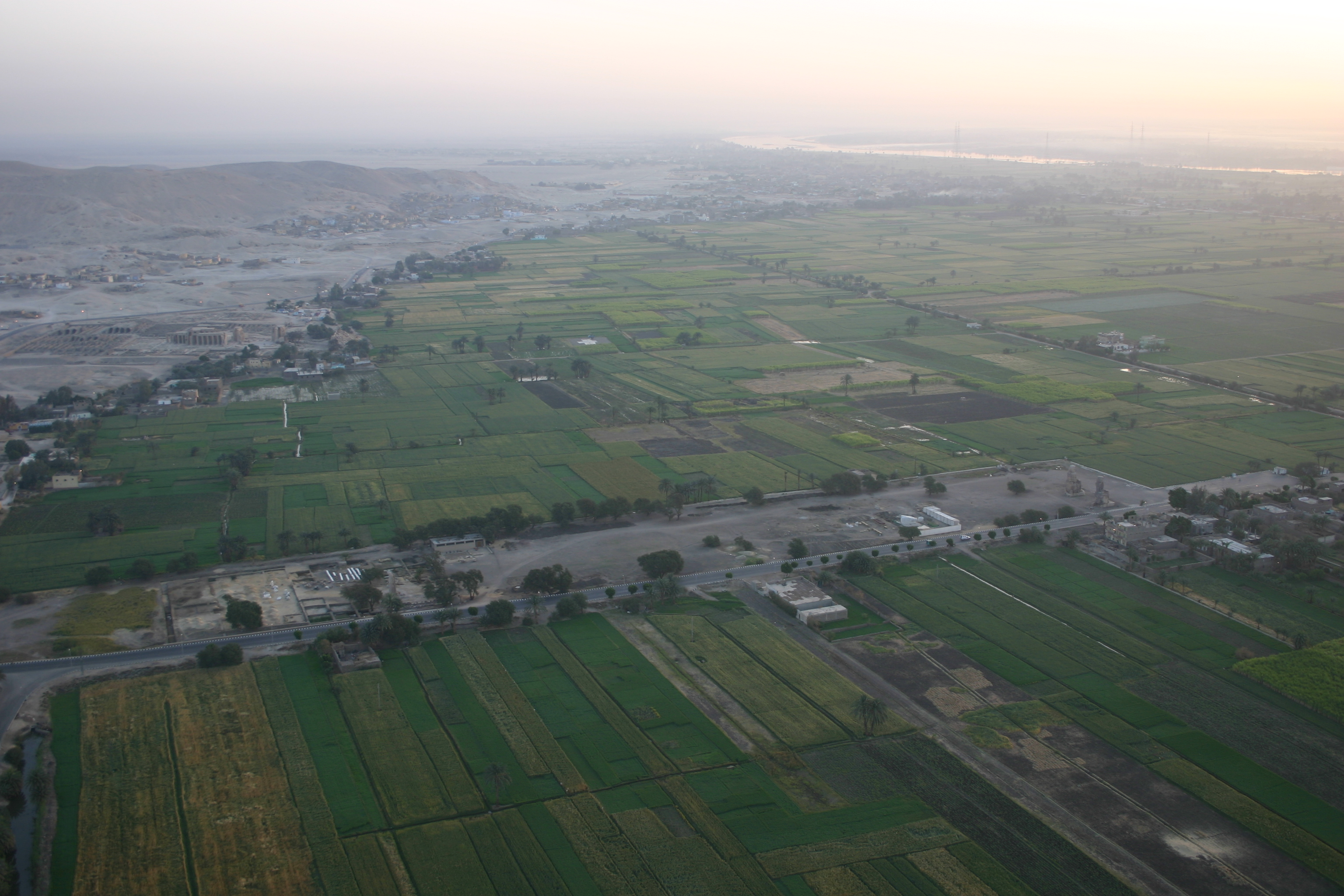
Вид на Поминальний храм Аменхотепа III з висоти пташиного польоту

Поминальний храм Аменхотепа III відноситься до Фіванського некрополя та розташований на західному березі Ніла навпаки Луксора. Побудований для фараона Аменхотепа III. Був одним з найбільших поминальних храмів в околицях Фів, більше комплексу Карнака, і розташовувався на площі в 350 000 м². Місцевість, де знаходився храм, сьогодні називається Ком ель-Хеттан.

## Історія
До теперішнього часу від нього залишилося тільки невелика кількість уламків, зокрема, Колоси Мемнона - дві масивні 18 метрові статуї Аменхотепа, які стоять біля воріт. Будучи побудованим близько до річки, він руйнувався швидше, ніж інші поминальні храми. Також він використовувався як джерело будівельних матеріалів для пізніших споруд. Гранітна стела Аменхотепа знайдена в храмі Мернептаха, в ста метрах на північ.
Місцевість Ком ель-Хеттан включена в список нагляду Міжнародного Фонду пам'ятників в 1998 і 2004.

## Опис храму
Храм стояв обличчям на схід, де протікав Ніл і був повністю оточений стіною. Комплекс був розділений цегляними пілонами на чотири двори, а сама будівля храму знаходиться в його південній частині. Перший пілон охороняли дві статуї Аменхотепа III (Колоси Мемнона). Від третього пілона до четвертого вела алея сфінксів, за якою знаходився великий сонячний двір, оточений кількома рядами папірусообразних колон заввишки в 14 метрів. На заході та сході між колонами першого ряду стояли статуї фараона, висічені з кварциту та граніту. У південній частині двору була знайдена та відновлена стела з зображеннями фараона і цариці Тії, і написами, що розповідають про досягнення Аменхотепа.
З півночі і півдня до храму примикали святилища Амон-Ра і Птаха - Сокара - Осіріса. Всередині храмової стіни знайдені сліди господарських будівель, садів і озера. У храму був неглибокий фундамент,і схоже,він був зруйнований землетрусом в правління Мернептаха.

## Археологічні розкопки на території храму
У 1934 храм обстежений німецької експедицією під керівництвом Г. Ріці, проте розкопки почалися тільки в 1964.
З 1998 тут працює германо-єгипетська експедиція.

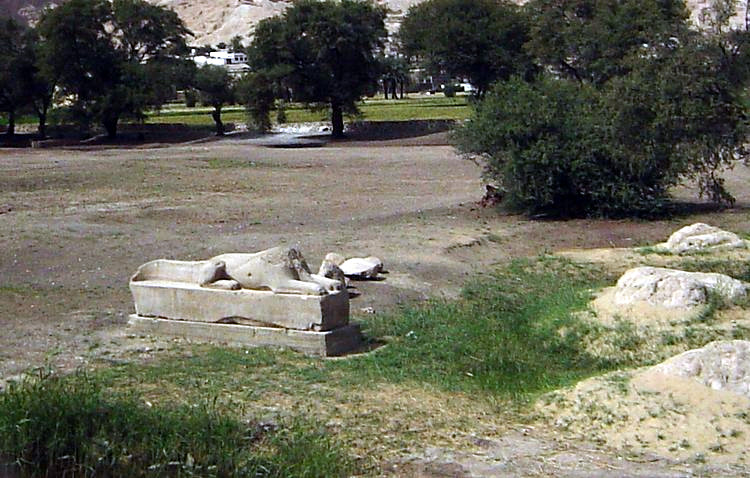
Сфінкс з тілом крокодила

У храмі знайдено велику кількість статуй і стел: статуї богині Сехмет, сфінкси з тілами крокодилів, сфінкси з головами Анубіса та статуї гіпопотамів.
У 2003 в Ком ель-Хеттан знайдена велика статуя цариці Тії.

## Вторинна переробка матеріалів храму
Кам'яні блоки з храму Аменхотепа III пішли на зведення храмів Мернептаха в Медінет-Абу і Хонсу в Карнаці. Два сфінкса перевезли в Санкт-Петербург і встановили на набережній Неви.

## Див. Також
- Фіванський некрополь
- Колоси Мемнона